# Platypalpus cursitans
Platypalpus cursitans är en tvåvingeart som först beskrevs av Fabricius 1775.  Platypalpus cursitans ingår i släktet Platypalpus och familjen puckeldansflugor. Arten är reproducerande i Sverige. Inga underarter finns listade i Catalogue of Life.

## Bildgalleri

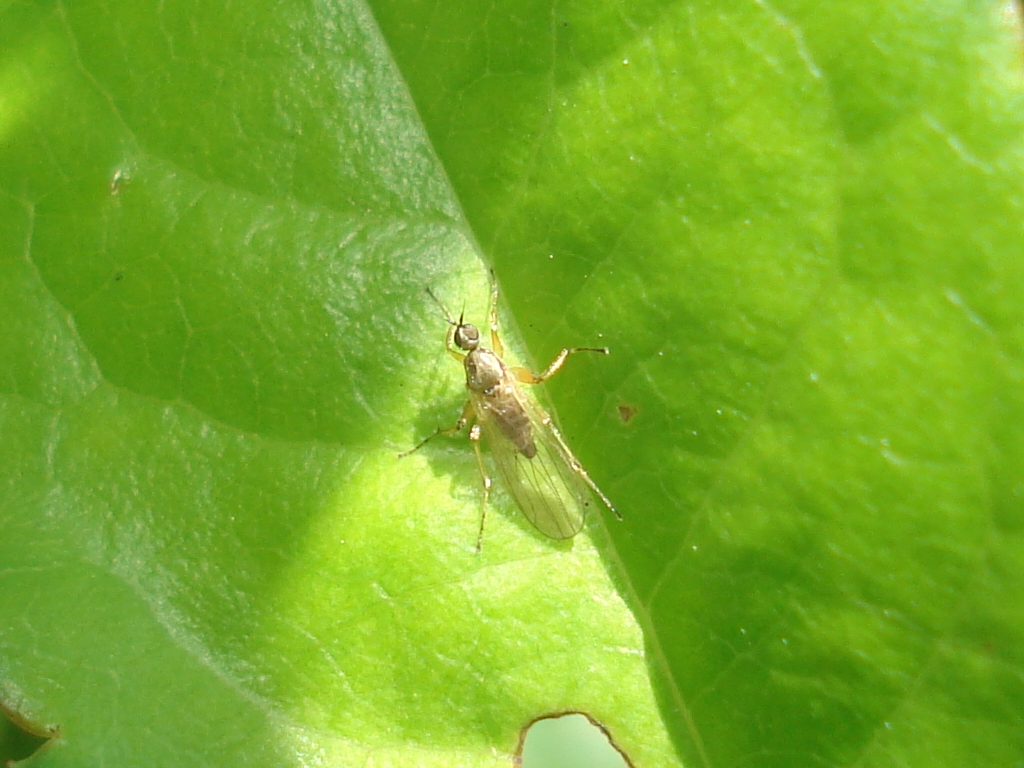